# Vid
Vid – wieś w Chorwacji, w żupanii dubrownicko-neretwiańskiej, w mieście Metković. W 2011 roku liczyła 796 mieszkańców.